# 칠곡 기성리 삼층석탑
칠곡 기성리 삼층석탑(漆谷 箕聖里 三層石塔)은 대한민국 경상북도 칠곡군 동명면 기성리에 있는 신라의 삼층석탑이다. 1969년 6월 21일 대한민국의 보물 제510호로 지정되었다.
법성사 터로 알려진 곳에 탑으로, 2단의 기단 위에 3층의 탑신을 올린 형태이다. 각 층의 하단 부분만 5개의 계단을 이루고 있으며 기단은 우주나 탱주가 없고 안상(眼像)이 새겨져 있는 것이 특징이다.

## 개요
법성사(法聖寺)터로만 알려진 곳에 있는 탑으로, 2단의 기단(基壇) 위에 3층의 탑신(塔身)을 올린 형태이다.
아래층 기단은 8개의 돌로 구성되어 있으며, 모서리와 가운데에 기둥 모양을 새겨 놓았다. 위층 기단에는 둥글고 넓은 장식의 안상(眼象)을 각 면이 다 채워질 만큼 큼직하게 새겨 놓았다. 탑신의 몸돌과 지붕돌은 각각 한 돌로 이루어져 있으며, 몸돌마다 모서리기둥이 뚜렷하게 나타나 있다. 지붕돌은 아래받침이 5단씩이고 네 귀퉁이는 경쾌하게 치켜올려져 있으며, 탑 상부의 머리장식부분은 노반만이 남아있다.
이 탑은 기단이 2단으로 이루어진 점과 지붕돌 밑면의 받침수가 5단인 점 등으로 보아 통일신라시대에 세워진 것으로 보인다. 기단에 안상을 새겨 두었다는 점이 특이하며, 1971년 도굴자들에 의해 윗부분이 부서져 있던 것을 복원하였다.

## 기성리사지
기성리사지는 '법성사'터로 전하고 있으나, 이와 관련한 문헌은 확인되지 않는다. 1969년 조사자료에는 '칠곡 기성동 삼층석탑'이라는 명칭으로 석탑과 주변 사지에 대해 보고되었다. 조사당시 주변은 경작지였으며, 건물지 2개소, 석축, 초석 등이 남아있었다고 한다. 이후 1977년 자료에는 석탑 현황에 대해서 언급하고 있다. 2000년대 이후에 간행된 자료에는 사지와 석탑에 대해 간략히 서술하고 있다. 또한 조사구역에서 유물과 치석재들이 발견되면서 사역에 대한 추론이 가능하게 되었다.
가리사지는 삼층석탑이 있는 1028번지 일원이다. 이곳은 팔공산 파계봉과 도덕산 사이에 형성된 분지이며, 사지가 있는 법성마을은 분지 동서쪽 끝에 있다. 이곳에서 직선거리로 동쪽 4km 정도 떨어진 팔공산 서쪽자락에는 파계사가 있다.
사지는 마을 남쪽에 있으며, 북서쪽 계곡을 사이에 두고 산자락과 면하여 있다. 석탑 동쪽에는 낮은 언덕이 있다. 따라서 사역은 지형상 동쪽 언덕과 서쪽 계곡사이에 남북으로 긴 평탄지이다. 석탑을 기준으로 북쪽에 위치한 941번지에는 현재 건물 조성을 위한 평탄화 작업을 하고 있다. 남쪽 1031-8번지 일원은 석탑이 있는 중심구역보다 2~3미터 높게 형성되어 있다. 마을주민의 전언에 따르면 남쪽8번지 일원에는 대구지하철 공사 때 가져온 흙을 매립하였다고 한다. 또한 기조사에 언급되었던 건물지, 석축, 초석 장대석 등도 경작지가 조성되면서 훼손되었다고 한다.
유물은 북쪽 941번지와 942번지에 많은 양이 산포되어 있다. 941번지의 삭토면과 942번지 경작지 석축 사이에는 두께 0.8~2.1cm의 선문, 격자문, 어골불, 기하학문, 무문 와편과 고려시대 토기편, 조선시대 토기편 등이 있다. 대체로 통일신라~조선전기의 양상을 보이며, 고려시대 유물 비중이 가장 높다.

## 사진

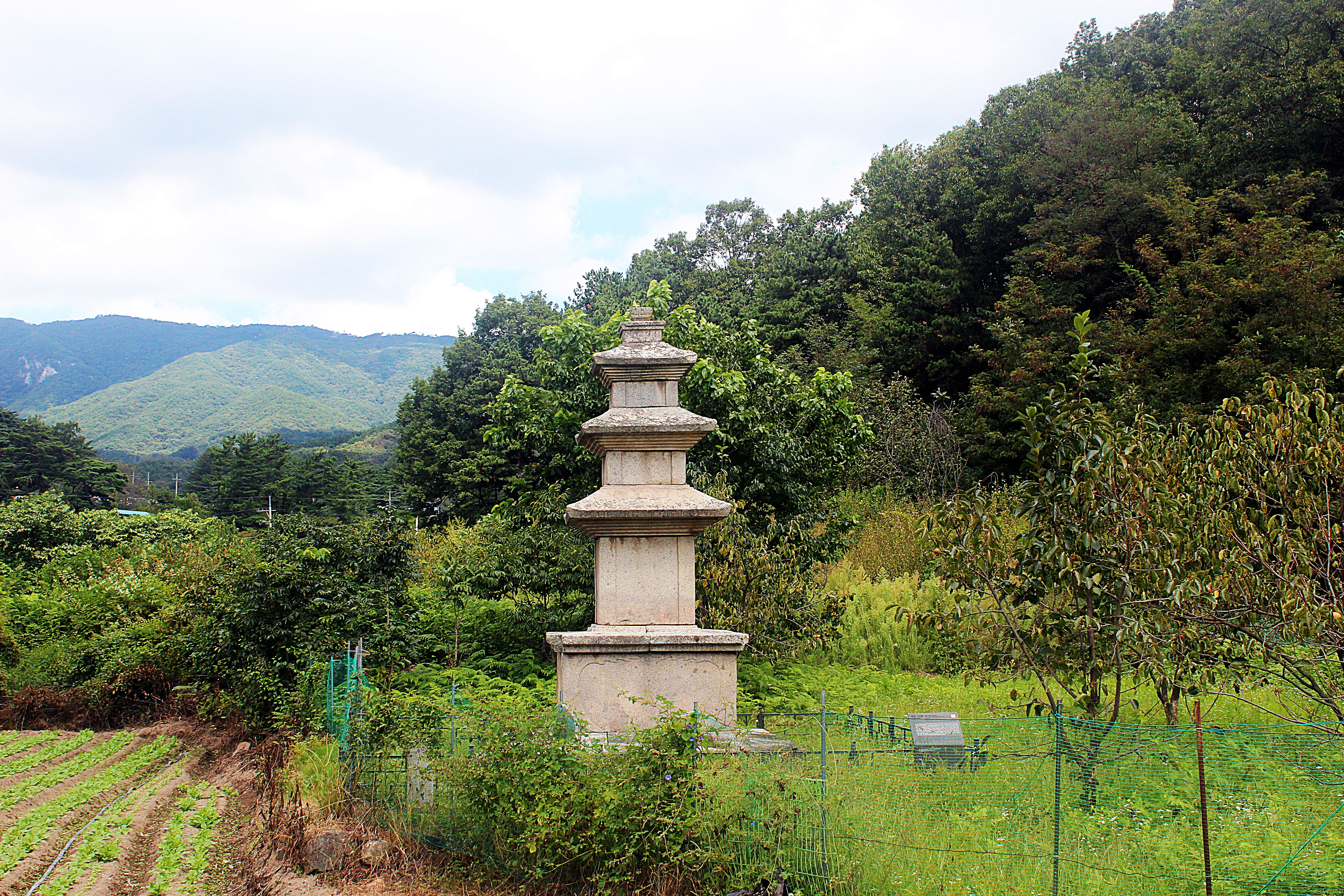

## 현지 안내문
이 탑은 통일신라시대의 3층 석탑으로 높이는 5.2m이다. 여기에 법성사라는 절이 있었던 것으로 전해진다. 절터는 밭으로 바뀌어 크고 작은 기와조각들이 밭이랑에 널려 있고 다음은 석재들이 밭둑의 일부를 이루고 있다. 이 탑은 윗 부분이 부서져 있던 것을 1971년 해체·복원한 것이다. 이 탑의 특징은 기단면석에 모서리 기둥을 본떠 새기지 않고 큼직한 창모양의 안상 만을 새겨 둔 점이다. 기단 면석에 안상을 새겨둔 경우가 간혹 있기는 하나 모서리기둥을 새기지 않고 안상만을 새긴 경우는 없다. 상륜부에는 노반이 남아 있다. 비록 큰 탑은 아닐지라도 가벼운 변화와 온화하고 안정된 감이 있는 것으로 보아 9세기에 건립된 것으로 추정된다.

## 참고 자료
- 칠곡 기성리 삼층석탑 - 국가유산청 국가유산포털
- 한국저작권위원회 공유마당에 있는 사진